# Bridgestone Arena
Bridgestone Arena (zwana też Nashville Arena, Gaylord Entertainment Center i Sommet Center) – hala widowiskowo-sportowa, która znajduje się w Nashville w Stanach Zjednoczonych.
Obecnie swoje mecze rozgrywają tutaj zespoły:

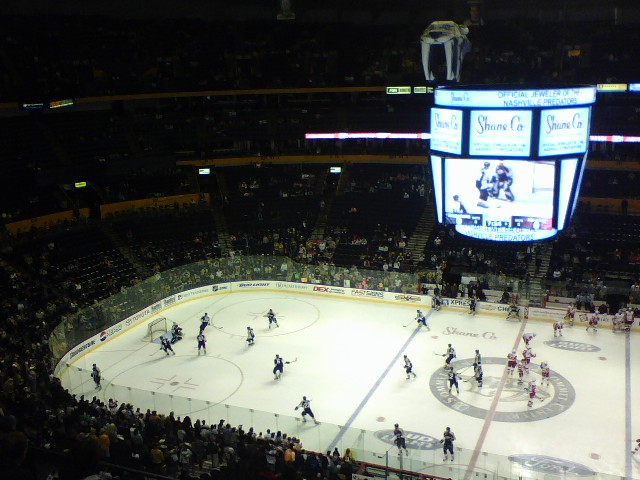
Hala Sommet Center przed meczem Nashville Predators z Detroit Red Wings

- Nashville Predators – NHL
- Nashville Kats – AFL

## Informacje
- Adres: 501 Broadway Nashville, Tennessee 37203
- Rok otwarcia: 1996
- Architekt: HOK Sport
- Pojemność:
  - hala hokeja: 17 113 miejsc
  - hala koszykówki: 20 000 miejsc
  - hala koncertowa: 18 500 miejsc
  - hala teatralna: 5145 miejsc